# Chōon

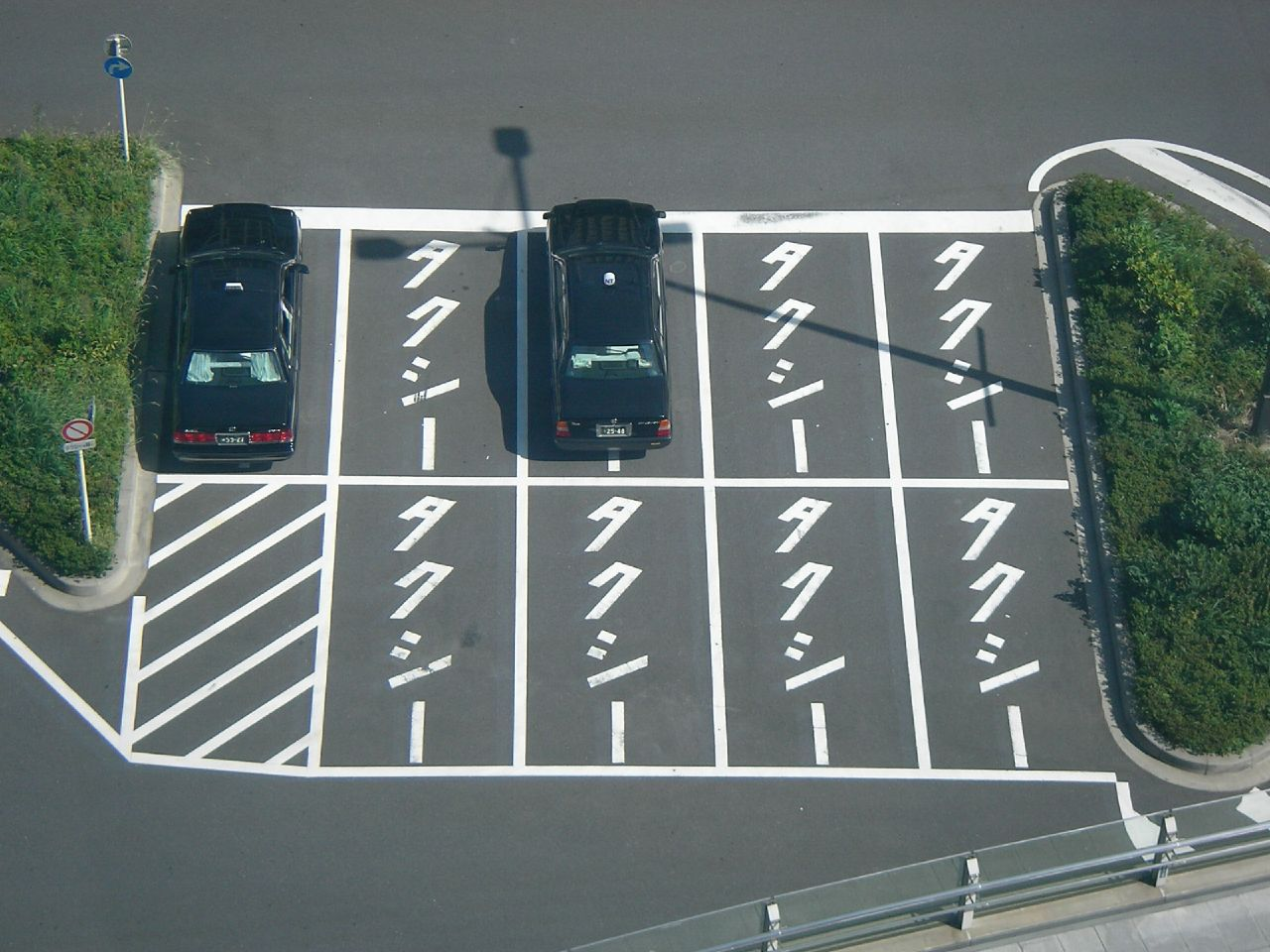
タクシー (takushī, taxi) escrit en vertical amb el chōon rotat

El chōon (長音) o bōsen (棒線) és un símbol japonès que es fa servir per indicar una vocal llarga, especialment en katakana. La seva forma és una línia horitzontal o vertical en el centre del text amb l'amplada d'un caràcter kanji o kana. S'escriu horitzontalment quan el text està escrit en sentit horitzonal i verticalment quan està en vertical. En romaji, la funció de la marca del chōon és substituïda generalment per un màcron a sobre la vocal o per dues vocals seguides, en el cas de l'o i l'u, totes dues amb una u, o sigui, escrivint-ho com si es transliterés el hiragana.
| Romaji | Hiragana          | Katakana |
| ------ | ----------------- | -------- |
| kā     | かあ kaa          | カー     |
| kī     | きい kii          | キー     |
| kū     | くう kuu          | クー     |
| kē     | けえ kee けい kei | ケー     |
| kō     | こう kou こオ koo | コー     |

## Altres representacions
- Sistema Braille:

| －－ ● ● －－ |

- Codi Morse: ・－－・－